# Сокирна
Сокирна (укр. Сокирна) — посёлок в Черкасском районе Черкасской области Украины.
Почтовый индекс — 19622. Телефонный код — 472.

## Население
Население по переписи 2001 года составляло 199 человек.

### Языковой состав
Родной язык населения по данным переписи 2001 года:
| Язык       | Численность, чел. | Доля     |
| ---------- | ----------------- | -------- |
| Украинский | 189               | 94,97 %  |
| Русский    | 10                | 5,03 %   |
| Итого      | 199               | 100,00 % |

## Местный совет
19622, Черкасская обл., Черкасский р-н, с. Свидовок, ул. Шевченка, 177